# Ґеоґрафія українських і сумежних земель
Ґеоґрафія українських і сумежних земель — колективна монографія енциклопедичного характеру, що відбиває географічні знання за станом на середину-кінець 1930-х рр. про Україну в межах української етнічної території.

## Зміст праці
I том праці складається з 21 розділу.
«Зміст книги особливий тим, що подає „обширний матеріял“ про українські терени за всіма галузями географічного знання, подає доступно й зрозуміло широкому загалу і відповідно до тодішнього рівня розвитку географічних наук. Том І твору, виданий двічі, у Львові та в Кракові, — це всебічне загальне відбиття українських і суміжних земель, що поєднує природничо- й історико-географічні, етно- і демографічні, економіко-географічні характеристики. Том ІІ (рукопис, розрізнені частини якого потребують редагування та ілюстрування) — опис поодиноких географічних країв української етнографічної території».

## Авторський колектив
Опрацював і зредагував колективну працю автор 9 її розділів доцент Ягайлонського (Ягелонського) університету Володимир Кубійович.
Решту розділів підготували: 
Ростислав Єндик, Едвард Жарський, Іван Зілинський, Василь Іванис, Микола Кулицький, Іван Крип'якевич, Микола Мельник, Стефанія Пашкевич, Юрій Полянський, Іван Тесля, Ігор Федів, Володимир Чередіїв.

## Значення праці
В. Пащенко: «Книга Володимира Кубійовича — видатна пам'ятка вітчизняної науки, історії та культури. Твір, що в географічному українознавстві Заходу зажив слави наукової класики, має набагато ширше — також історичне й культурологічне значення. Це видатний науковий і культурницький документ своєї доби, що мав і має патріотичний світоглядо-формувальний вплив. В українських колах науки і культури на Заході, у нас в Україні таке значення книги є загальновизнаним. Теперішнє сприйняття твору в Україні особливо вирізняє його геополітичну значущість».